# Koen Clement
Koen Frank Clement (Ukkel, 1 mei 1964) is een Belgisch bedrijfsleider in de mediasector.

## Levensloop
Koen Clement studeerde Romaanse filologie aan de Katholieke Universiteit Leuven, European Studies in Bonn, Financial Management aan het INSEAD in Frankrijk, Marketing Management aan het EHSAL en behaalde een MBA aan de Vlerick Business School.
Hij begon zijn carrière in de gedrukte pers in 1988 bij de voorloper van Vacature. Later werd hij junior productmanager bij de krant Het Laatste Nieuws, die in handen was van De Persgroep van Christian Van Thillo. Later werd hij er marketingmanager en marketingdirecteur, wat hij ook was bij de krant De Morgen, tevens in handen van De Persgroep. In 2002 werd Clement algemeen directeur van Magnet Magazines, dat alle magazines van De Persgroep overkoepelde. Dag Allemaal was de grootste titel binnen deze business unit. Hij volgde in deze functie Guido Van Liefferinge op, die met Van Thillo in conflict was gekomen. Hij was tevens lid van het directiecomité van De Persgroep.
In 2008 verliet Clement het mediabedrijf De Persgroep en werd hij CEO van het Nederlandse WPG Uitgevers, waar hij in 2016 vertrok. Hij was in 2016 een van de vier kandidaten om Leo Hellemans als CEO van de Vlaamse Radio- en Televisieomroeporganisatie (VRT) op te volgen. Van januari 2017 tot juni 2023 was hij directeur-generaal van het kunstenfestival Europalia. In 2020 was hij andermaal kandidaat om CEO van de VRT te worden, ditmaal na het ontslag van Paul Lembrechts. De andere kandidaten waren Frederik Delaplace en Peter Vandermeersch. Uiteindelijk werd Delaplace de opvolger van Lembrechts.
Hij was van 2010 tot 2018 lid van de raad van toezicht van de Nederlandse Publieke Omroep, VPRO en is sinds 2018 voorzitter van de raden van bestuur van Studio 100 en de Standaard Uitgeverij. Bij Studio 100 volgde hij Steve Van den Kerkhof op.